# Hyadina agostinhoi
Hyadina agostinhoi är en tvåvingeart som beskrevs av Frey 1945. Hyadina agostinhoi ingår i släktet Hyadina och familjen vattenflugor. Inga underarter finns listade i Catalogue of Life.